# Resolució 2089 del Consell de Seguretat de les Nacions Unides
La Resolució 2089 del Consell de Seguretat de les Nacions Unides fou adoptada el 24 de gener de 2013. Després de reafirmar totes les resolucions sobre el conflicte de Xipre, el Consell va ampliar el mandat de la Força de les Nacions Unides pel Manteniment de la Pau a Xipre (UNFICYP) durant sis mesos més fins al 31 de juliol de 2013. alhora que es demanava als turcoxipriotes que restablissin l'statu quo a Strovilia.
La resolució fou aprovada per 14 vots contra cap en contra i l'abstenció de l'Azerbaidjan, qui tot i que havia insistit en la renovació del mandat, considerava que no s'havia tingut en compte els seus comentaris durant les negociacions sobre el text.